# 萨嘎乐其菌科
萨嘎乐其菌科为厚顶盘菌目的一科真菌。

## 下属分类
- Rhexophiale
- 萨嘎乐其菌属 Sagiolechia